# 서영진
서영진(徐永進, 1958년 4월 15일 ~ 2006년 3월 15일)은 대한민국의 배우이다.

## 생애
1976년 연극배우로 첫 데뷔하였고 중앙대학교 연극영화학과 재학 중이던 이듬해 1977년 KBS 한국방송공사 4기 공채 탤런트로 정식 데뷔, KBS 텔레비전 드라마 《서울 뚝배기》, 《한명회》, 《용의 눈물》, 《왕과 비》, 《태조 왕건》, 《불멸의 이순신》 등에 출연했으며 이후로도 연극배우 활동을 하였다. 1998년 KBS 연기대상 우정상을 수상했다.
1985년에 결혼하여 이후 슬하 1남 1녀를 둔 그는 2006년 2월에 감기가 폐렴으로 발전하며 패혈증으로 인하여 병원 중환자실에서 한 달여간 입원치료를 받다가 2006년 3월 15일에 향년 49세로 사망하였다.

## 출연작

### 연극
- 1986년 《대원군》[1] ... 철종 장황제 이변 역(단역)

### TV 드라마
- 1979년 KBS TV 드라마 《물무늬》
- 1979년 TBC 드라마 《해오라기》
- 1980년 KBS TV 드라마 《벼랑 위의 사람들》
- 1981년 KBS 1TV 대하드라마 《대명》 ... 조선 현종 역
- 1982년 KBS 1TV 6.25 특집드라마 《13세 소년》
- 1982년 KBS 1TV 8.15 특집드라마 《그 여름의 이틀》
- 1983년 KBS2 지역드라마 《갈매기 처녀》
- 1985년 KBS2 수목 미니시리즈 《빛과 그림자》
- 1986년 KBS 1TV 문학드라마 《TV문학관 - 만다라》 ... 법운 역
- 1986년 KBS 1TV 3.1절 특집드라마 《님의 침묵》
- 1987년 KBS 2TV 특집극 《사랑의 화원》
- 1989년 KBS 1TV 특집극 《지포리에서 생긴 일》
- 1989년 KBS 2TV 수목 미니시리즈 《왕룽일가》
- 1989년 KBS 1TV 8.15 특집극 《조명하》
- 1989년 KBS 1TV 대하드라마 《역사는 흐른다》
- 1990년 KBS2 월화드라마 《파천무》...  황보석 역
- 1990년 KBS 1TV 일일연속극 《서울 뚝배기》 ... 완식 역
- 1992~1993년 KBS 1TV 대하드라마 《삼국기》 ... 고구려 보장왕 역
- 1992년 MBC 주간단막극 《베스트극장》
- 1993년 KBS1 《대추나무 사랑걸렸네》
- 1993년 SBS 주간드라마 《소설극장》
- 1994년 KBS 2TV 월화드라마 《한명회》 ... 한명진 역
- 1994년 KBS 2TV 주말연속극 《딸부잣집》
- 1995년 KBS 2TV 대하드라마 《서궁》 ... 박응서 역
- 1995년 EBS 주간드라마 《언제나 푸른 마음》 ... 6학년 주임 교사 역
- 1995년 SBS 특별기획드라마 《코리아게이트》 ... 서종철 역
- 1995~1996년 KBS 1TV 대하드라마 《찬란한 여명》 ... 민겸호 역
- 1996~1998년 KBS 1TV 대하드라마 《용의 눈물》 ... 박포 역
- 1996~1998년 HBS 현대방송 일일시트콤 《삼층집 사람들》
- 1998~2000년 KBS 1TV 대하드라마 《왕과 비》 ... 윤계겸 역
- 2000~2002년 KBS 1TV 대하드라마 《태조 왕건》 ... 승려 경보 역
- 2001~2002년 SBS 대하사극 《여인천하》 ... 김식 역
- 2001~2002년 KBS 2TV 특별기획드라마 《명성황후》 ... 이풍래 역
- 2002년 EBS 주간드라마 《역사탐구 과거와의 대화》
- 2002년 EBS 주간드라마 《TV로 보는 원작동화》
- 2002~2003년 KBS 1TV 대하드라마 《제국의 아침》 ... 초선 부하 역
- 2003~2004년 KBS 1TV 대하드라마 《무인시대》 ... 귀법사 승려 종참 역 (무인시대 41회 참조)
- 2004~2005년 KBS 1TV 대하드라마 《불멸의 이순신》 ... 구키 요시타카 역
- 2006년 KBS 1TV 대하드라마 《서울 1945》 ... 1933년 일제 강점기 평양 소작농 역(초반 투입·초반 하차)
- 국방 홍보 영화 얼룩진 산하 북한 공작원역